# Lhomi
Le lhomi est une langue tibétique, parfois considérée comme un dialecte du tibétain central, et est parlée principalement au Népal dans le district de Sankhuwasabha, ainsi qu’en Chine au Tibet et en Inde dans le Bengale-Occidental.

## Sources
- (en) Olavi Vesalainen, A grammar sketch of Lhomi, SIL International, coll. « SIL Language and Culture Documentation and Description » (no 34), 2016 (lire en ligne)
- (en) « Lhomi dictionary », sur Webonary.org (consulté le 2 avril 2022)